# Тонга (імперія)

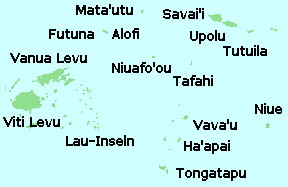
Тонганська імперія

21°10′44″ пд. ш. 175°06′58″ зх. д. / 21.179° пд. ш. 175.116° зх. д.
Імперія Тонга — велике державне утворення в Океанії, що охоплювало території сучасних держав Тонга, Ніуе, Самоа, Тувалу та Фіджі. Існувала від середини Х століття до 1865 року, коли помер 39-й туі-тонга Луафілітонга.

## Історія
Засновником імперії вважається легендарний напівбог Ахоеіту (950-ті рр.), що скористався занепадом Тіу-Мануаської конфедерації з Самоа. Його наступники успадкували титул туі-тонга, та поєднували роль військово-політичного і релігійного лідера. Розквіт імперії відбувся в ХІ — ХІІ ст. коли 10-й та 11-й правителі Момо і його син Туітатуі здійснили масштабну територіальну експансію на оточуючі острови. В цей час було приєднано до імперії Самоа, Мануа та Фіджі. Походи досягли островів Тувалу, яких було зрештою захоплено. У XIII ст. було підкорено острови Волліс і Футуна. 
За часів 12-го туі-тонга Талатама було засновано столицю Муа на острові Тонгатапу. Занепад почався за 15-го туі-тонга Талакаіфаікі, коли близько 1250 року зі складу імперії вийшли острови Самоа внаслідок повстання братів Туна, Фата і Савеа. Наприкінці XIV ст. на островах Волліс та Футуна утворилися власні держави з правителями з тонганських родин. У XV ст. повстали Тувалу, при спробі їх приборкати тонганський флот зазнав поразки у битві при рифі Ніутао.  
Найвідомішими правителями-тиранами були Хавеа I (19-й туі-тонга), Хавеа II (22-й туі-тонга) та Такалауа (23-й туі-тонга). У 1535 році Такалауа було вбито двома іноземцями під час купання в лагуні Муа. Його наступник, Кауулуфонуа I, переслідував убивць аж до Увеа, де він їх убив. Останній 1470 року надав братові Моунгамотуа, титул туі-хаатакалауа, в обов'язки якого було покладено вирішувати повсякденні питання. Тіу-тонга в цей час стали постійно одружуватися на самоанських аристократках. 
Близько 1610 р. Моунгатонга, 6-м туі-хаатакалауа, повноваження туі-хаатакалауа було розділено з туі-канокуполу (першим цю посаду отримав Нгата, молодший син Моунгатонги), який отримав права надання титулів. Поступово вони набули статусу військових міністрів. Їх нащадки яких продовжують правити Тонга як королі. 1616 року відбулася перша зустріч тонганців з європейцями — голландцями Віллемом Схаутеном та Якобом Ле Мером.
10 травня 1799 року припинився рід туі-хаатакалауа, що спричинила запеклу боротьбу між родичами за його повноваженнями. В неї втрутився туі-тонга Луафілітонга та Тупоутоа, туі-хаапай (вождь о.Хаапай). Також вакантною опинилася посада туі-канокуполу. З 1820 року боротьбу продовжив син Тупоутоа — Тупоу I. 1827 року його дядько Алеамоту-а став туі-канокуполу, а Луафілітонга набув підтримки знаті та вождів. Але Тупоу I 1831 року оголосив себе королем Тонга під ім'ям Джордж. Але лише 1845 року він зміг стати туі-канокуполу. Того ж року Тонга було визнано королівством з боку Великої Британії. 1852 року переможено останнього незалежного вождя. Луафілітонга втратив будь-який вплив і владу, з його смертю 1865 року імперія Тонга припинила формальне існування.

## Територія
З 1200 по 1851 рр. столицею Тонга було місто Муа, де в період розквіту імперії мешкало бл. 35 000 осіб. Його попередником було м. Лапаха.
Тонганська імперія з'єднувала в єдину мережу о-ви Тонга, о-ви Самоа, східну частину о-вів Фіджі ( з о-вами Лау й вождіством Закаундрове на о.Тавеуні), о-ви Увеа, о-ви Футуна, о-в Ротума, о-ви Токелау, о-ви Тувалу, о-в Ніуе.

## Управління
Характерною особливістю тонганського суспільства був поділ його верховної влади на сакральну та світську. На чолі першому стояв священний правитель туі-тонга («володар Тонга»), чий родовід брала початок від
легендарного Ахоїту, батьком якого, за повір'ями, був небесний бог Тангалоа Еітуматупуа, а матір'ю - земна жінка.
З 1470 року було розділено владу на світську та духовну владу. Останню зберегли туі-тонга, а світську отримав туі-хаатакалауа (в подальшому відомий як хау), яку обійняв представник правлячої династії. У XVI ст. фактична влада перейшла до туі-хаатакалауа, який перестав консультуватися з будь-яких внутрішніх або зовнішніх питань. 1610 року створюється допоміжна посада туі-канокуполу, на яку було призначено молодшого сина туі-хаатакалауа. В управління йому було передано область Хіхіфо (захід о.Тонгатапу). 
Тіу-тонга мав власний почт (фалефа), який складався з 4 великих вождів Фіджі, Само, Ротума і Токелау та їх радників (матапуле). Згодом такі саме фалефа отримали туі-хаатакалауа і туі-канокуполу. Різні адміністративні рішення передавалися суворо за ієрархією від тіу-тонга до великих вождів та їх матапуле. Останні займалися реалізації наказів. Багато питань вирішувалися на фоно (загальних зборах) общинників.
Обмін з островами крамом і речами, знатними шлюбними партнерами був фундаментальною політичною стратегією, яка відігравала істотну роль у зв'язуванні центральних та периферійних островів Тонганської імперії в єдину політичну систему.

## Суспільство
Вищий щабель займав тіу-тонга, представники правлячої династії. Значний статус мали великі вожді островів, що контролювали значні земельні володіння, які часто отримували від тіу-тонгів. Нижче молодші вожді (хоуеікі або еікі). До XVIII ст. було 33 знатні родини імперії Тонга.
Серед членів династії та вождів жінки мали більш високий статус, а ніж чоловіки. Сестра туі-тонга носила титул туі-тонга-фефіні, була вищою за рангом свого брата, а її найстарша дочка — тамаха — перебувала у відносинах фаху зі своїм стрийком (туі-тонгом), які давали право отримання певної земельної власності. Туі-тонг зазвичай одружувався на доньках туі-хаатакалауа. 
Оскільки син туі-тонга-фефіні був висого рангу й міг претендувати на трон, то у XVI ст. було прийнято за правило влаштовувати шлюб туі-тонга-фефіні з вождями з Фіджі, внаслідок чого статус нащадків цього шлюбу ставал нижчі за синів туі-тонга. Цей рід став відомий як Фале Фісі (дім Фіджі). У свою чергу туі-хаатакалауа одружувалися на тамаха або на доньках великих вождів Самоа.  
Символом верховних та великих вождів було пір'я папуг, туі-тонга вони використовувалося у власних особливих головних уборах (пала таваке).
Нижче були радники великих вождів (матапуле). Наступними за статусом були спадкові ремісники (туфунга або муа), з яких найбільш шанованими були туфунга фоу вака (будівельники каное), які були при тіу-тонга. Рівний з останніми мали статус тоутаі вака (спадкові навігатори), що мали ранг матапуле. За ними йшли матаі (тесляри). 
Нижче за соціальним статусом були рядові общинники (туа). Найнижчий статус мали невільники, що поділялися на військовополонених (хопоате) та попула (особи, яких вожді перетворили на рабів за якісь злочини).

## Військо

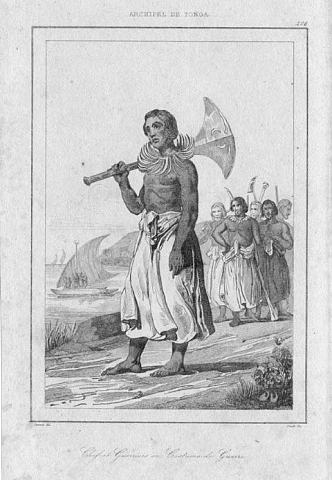
Тонгаський вояк з бойовою палицею

Вояки були озброєні холодною зброєю (палицями, списами, кинжалами й мечі різного штибу), мали плетені щити.

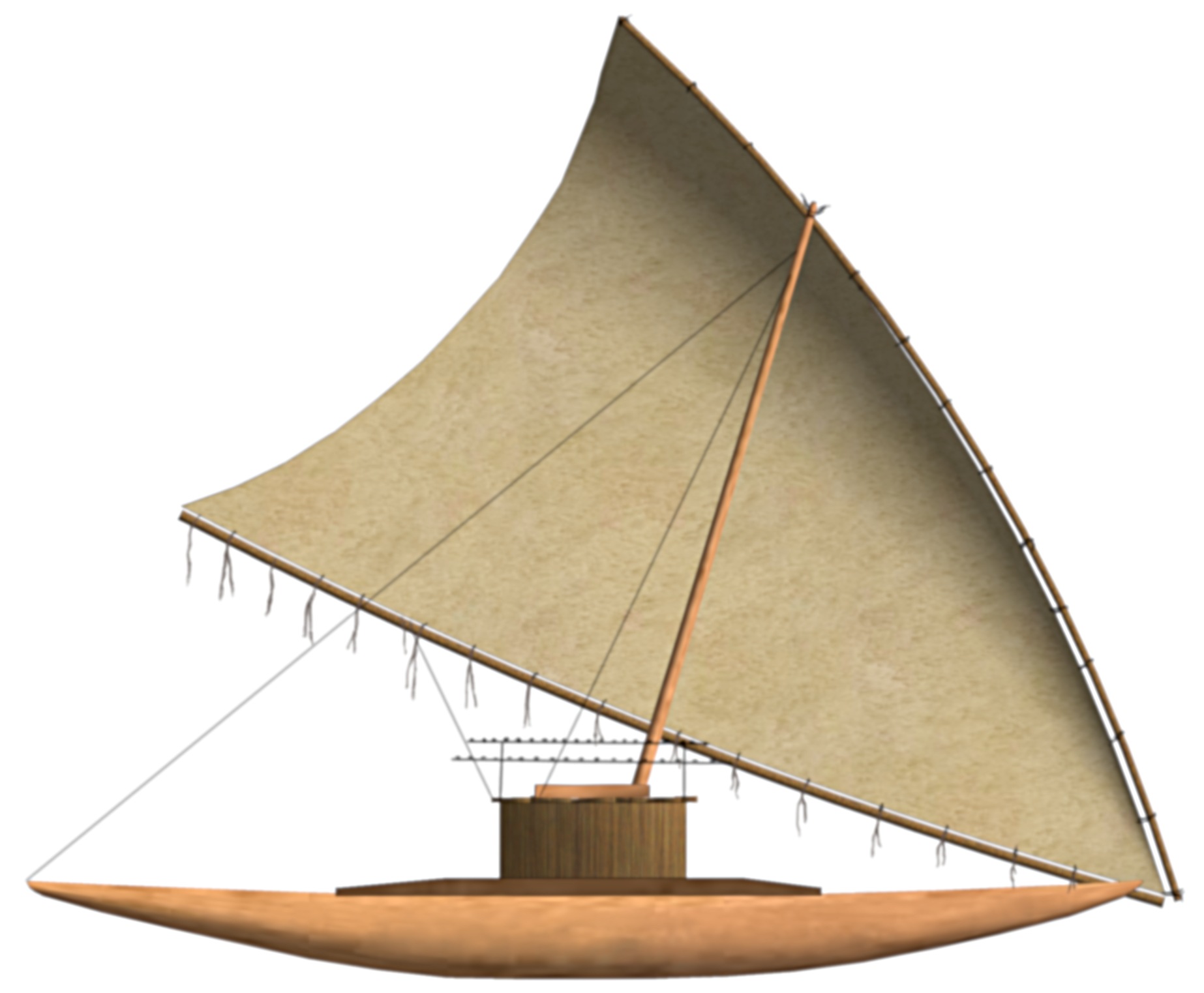
Каліа

Успіх Імперії значною мірою базувався на імперському флоті. Найпоширенішими суднами були подвійні каное для далекого плавання, оснащені трикутними вітрилами. Спочатку ці каное були типу тонгіакі (були широкими та міцними, але складно керовані за поганої погоди, не могли добре йти проти вітру). З XVIII ст. поширеним типом стає каліа, що мали можливість перевозити до 100 вояків. Каліа мала трикутне океанське вітрило на оснастці, що обертається і два корпуси, один з яких, був коротшим за інший, виконуючи тим самим роль аутригера. Каліа були більш швидкохідними та маневреними, ніж тонгіаки, що чимало сприяло розвитку та функціонуванню системи обміну та данницьких відносин між різними островами. Будівництво каное могло тривати до 7 років. В подальшому вдосконалене каліа, що стала відома як камакау, мали завдовжки до 30 м і могли вміщати 300 вояків та розвивати швидкість у 20 вузлів.

## Економіка
Данина для туі-тонга стягувалася з усіх вождів імперії, що підлягали її дії. Ця данина була відома як інасі та проводилася щорічно в Муа після сезону збору врожаю. Існувало дві інасі: одна для першого врожаю ямса (інасі уфімуї, червень - липень), інша - для другого врожаю (інасі уфімотуа, жовтень - листопад). До інасі входили ямс (для усіх островів), сушена риба, махоаа (борошно виготовлене з рослини Tacca leontopetaloides), циновки (кіє хінгоа), тапу, в'язки пофарбованого листя пандана, молоді морські птахи – з Тофуа, а риба – із озера на о-ві Номука, ліс, червоне й зелене пір'я папуг, сандалове дерево, плетені з листя вітрила, гончарні вироби — з Фіджі. В подальшому інасі могло бути засобом обміну з іншими віддаленими островами. Так з Тонга на Фіджі відправляли для обміну на Фіджі зуби кашалотів, тонкі самоанські циновки, прикраси та тапу.
Також було розвинено морську торгівлю, податки від якої суттєво поповнювало скарбницю володаря. 